# سن جرونیمو (کالیفرنیا)
سن جرونیمو (به انگلیسی: San Geronimo) یک منطقهٔ مسکونی در ایالات متحده آمریکا است که در شهرستان مارین، کالیفرنیا واقع شده‌است. سن جرونیمو ۳٫۹۰۵ کیلومتر مربع مساحت و ۴۴۶ نفر جمعیت دارد و ۸۹ متر بالاتر از سطح دریا واقع شده‌است.